# Skrjabina
Skrjabina är en udde i Antarktis. Den ligger i Västantarktis. Argentina, Chile och Storbritannien gör anspråk på området.
Terrängen inåt land är platt norrut, men åt nordost är den kuperad. Havet är nära Skrjabina åt sydväst. Trakten är obefolkad. Det finns inga samhällen i närheten.